# سیوداد ویکتوریا
سیوداد ویکتوریا (به اسپانیایی: Ciudad Victoria) از شهرهای کشور مکزیک است که در ایالت تامائولیپاس قرار دارد و جمعیت آن طبق سرشماری سال ۲۰۱۰ میلادی ۳۰۵٬۱۵۵ نفر بوده است.